# Carla Guagliardi
Carla Maria Guagliardi (* 1956 in Rio de Janeiro) ist eine bildende Künstlerin, die seit 1997 in Berlin-Prenzlauer Berg und Rio de Janeiro lebt und arbeitet.

## Leben
Carla Guagliardi ist die Tochter des brasilianischen Sängers Carlos Galhardo. Nach einem vierjährigen Kunststudium von 1983 bis 1987 an der Escola de Artes Visuais do Parque Lage in Rio de Janeiro gründete Carla Guagliardi gemeinsam mit anderen Künstlern wie Brígida Baltar oder Analu Cunha die Gruppe Grupo Visorama. In den darauf folgenden sechs Jahren organisierte die Künstlergruppe Seminare, Workshops und Lesungen über zeitgenössische Kunst in verschiedenen Kulturinstitutionen Brasiliens. Zeitgleich absolvierte die Künstlerin von 1988 bis 1991 einen Aufbaustudiengang in Kunst- und Architekturgeschichte an der Pontifícia Universidade Católica do Rio de Janeiro. Ihre Ausstellungstätigkeit begann bereits 1987, z. B. beim XIX. Salão Nacional de Belo Horizonte, Palacio Pampulha. Seit 1997 pendelt Carla Guagliardi zwischen Berlin und Rio de Janeiro.
Guagliardi erhielt mehrere Auszeichnungen, darunter 2007 als Stipendiatin einen Auslandsaufenthalt in der Villa Aurora, Los Angeles. 2017 war sie Finalistin des in Brasilien angesehenen Prêmio PIPA (Prêmio Investidor Profissional de Arte), verbunden mit Preisgeld, Katalogeintrag und Werkaufnahme ins Museu de Arte Moderna do Rio de Janeiro (MAMRio).
Werke befinden sich u. a. in der University of Essex Collection of Latin American Art, Coleção Gilberto Chateaubriand, MAM do Rio de Janeiro, MAM da Bahia, Salvador, Instituto Brasil-Estados Unidos, Rio de Janeiro oder Khoj in Mysore, nach Teilnahme am Artist-in-Residence-Programm der Khoj International Artists’ Association 2002 in Indien.
Guagliardi schafft im Bereich plastischer Objektkunst minimalistisch anmutende Installationen und Assemblagen. Sie verwendet Materialien wie Glaskugeln, Kupferrohre, Eisenstangen, Fäden, Gummibänder, gefüllte Heliumballons, Wasser, Pflanzen, Plastik oder Baumwolle. Sie schafft damit fragile Skulpturen wie Mobiles, die den gesamten Raum greifen. Sie versucht dabei u. a. Zeit sichtbar zu machen und die Schwerkraft temporär zu überwinden. 

## Ausstellungen (Auswahl)
E = Einzelausstellung, G = Gruppenausstellung
- 1991 Instalação, Galeria Sérgio Porto, Rio de Janeiro, Brasilien (E)
- 1996 Memória Líquida, Galeria IBEU Copacabana, Rio de Janeiro, Brasilien (E)
- 1999 Nada do que não era antes, Künstlerhaus Bethanien, Berlin (E)
- 2000 O lugar do ar / Der Ort der Luft, Kunstverein auf dem Prenzlauer Berg, Berlin (E)
- 2004 Um mar e dois desertos / Ein Meer, zwei Wüsten, Galerie m Bochum, Bochum (E)
- 2006 Anstoß Berlin, Kunst macht Welt, Haus am Waldsee, Berlin
- 2009 Schwerelos, Haus am Waldsee, Berlin, Carla Guagliardi und Simon Faithfull[3]
- 2009 O lugar do ar, Museu de Arte Moderna do Rio de Janeiro, Rio de Janeiro, Brasilien (E)[4]
- 2009 Luogo d'aria, Castelo dell’ovo, Neapel, Italien
- 2010 The Glass Delusion, The National Glass Centre, Sunderland, England (G)
- 2010 Das Verlangen nach Form. O desejo da forma, Akademie der Künste, Berlin (G)
- 2018 Selva, Galeria Fayga Ostrower, Complexo Cultural Funarte Brasília zusammen mit ehemaligen Visorama-Mitgliedern (G)[5]
- 2019 Negativer Raum, ZKM Zentrum für Kunst und Medientechnologie, Karlsruhe (G)